# Montemurlo
Montemurlo is een stad in de Italiaanse regio Toscane, in de provincie Prato. De plaats is al zeer lang bewoond. Zo is in de omgeving van Montemurlo een Etruskische zuil gevonden uit de zesde eeuw voor Chr. De oudste vermelding van de plaats dateert uit 1019 als in een document het kasteel Rocca vernoemd wordt als eigendom van de adellijke familie Conti. In 1254 verkoopt de familie het aan het naburige Florence. Schrijver Dante Alighieri verwerkt deze verkoop in zijn bekendste boek La Divina Commedia.
Tegenwoordig is Montemurlo een rustige provinciestad. Karakteristiek zijn de villa's rondom de stad die de rijke Toscaanse families hebben laten bouwen. De meeste zijn nog steeds privébezit. De economie draait vooral op de textielindustrie.

## Geboren
- Aldo Bini (1915-1993), wielrenner